# Пйоццано
Пйоццано (італ. Piozzano) — муніципалітет в Італії, у регіоні Емілія-Романья, провінція П'яченца.
Пйоццано розташоване на відстані близько 420 км на північний захід від Рима, 155 км на захід від Болоньї, 22 км на південний захід від П'яченци.
Населення — 641 особа (2014).
Щорічний фестиваль відбувається 18 березня. Покровитель — San Salvatore.

## Демографія
Населення за роками:

Станом на 1 січня 2023 року в муніципалітеті офіційно проживали 33 іноземці з 8 країн, серед них 22 громадяни країн Євросоюзу та 2 громадяни України.

## Сусідні муніципалітети
- Агаццано
- Боббіо
- Гаццола
- Пекорара
- П'янелло-Валь-Тідоне
- Траво